# بامرایل
بامرایل (به لاتین: Bamrail) یک روستا در بنگلادش است که در استان باریسال و در ناحیه باریسال واقع شده است.